# Neopediasia
Neopediasia és un gènere monotípic d'arnes de la família Crambidae descrit per Masao Okano el 1962. La seva única espècie, Neopediasia mixtalis, descrita per Francis Walker el 1863, es troba a l'Extrem Orient Rus, Xina (Sichuan, Shensi, Yunnan, Shantung, Kansu, Kiangsu, Manchuria), Corea i Japó.
L'envergadura alar és de 10-13 mm. Les larves s'alimenten d'espècies de Panicum.